# Alfredo Landa
Alfredo Landa Areta (Pamplona, Navarra, 3 de marzo de 1933-Madrid, 9 de mayo de 2013) fue un actor español que personificó el fenómeno cinematográfico denominado landismo a comienzos de la década de 1970. Su variado registro interpretativo le convirtió en uno de los actores más versátiles y populares del cine español, premiado en el Festival de Cannes y ganador de tres premios Goya. Se retiró en 2007 y recibió el Goya de Honor por el conjunto de su trayectoria.

## Biografía
Nació el 3 de marzo de 1933 a las 3 de la tarde en Pamplona, Navarra. Hijo de un capitán de la Guardia Civil, pasó su primera infancia en el pueblo de Arive. A los seis años su familia se trasladó a Figueras, donde fue alumno del Instituto Ramón Muntaner. Se trasladó a los doce años a San Sebastián, donde años más tarde iniciaría estudios de Derecho; y fue precisamente en la universidad donde tuvo su primera experiencia teatral, representando más de cuarenta obras en la Fundación del Teatro Español Universitario.
Contrajo matrimonio con María Teresa Imaz Aramendi (1934-2016); con la que tuvo tres hijos: Idoia (1964), Alfredo (1966) y Ainhoa (1969).

### Comienzos
Se trasladó en 1958 a Madrid y comenzó a trabajar en teatro: El cenador (1960), de Alec Coppel, con Julia Gutiérrez Caba; Los caciques (1962), de Carlos Arniches; y El alma se serena (1968), de Juan José Alonso Millán.
Su primera relación con el cine se produjo como actor de doblaje. En 1962 debutó profesionalmente en el cine, de la mano de José María Forqué, en la exitosa película Atraco a las tres. El propio Alfredo Landa ha explicado en alguna ocasión que Forqué le citó en la Casa de Campo de Madrid y le dijo «siéntate y pon cara de susto y después vete a casa». Después de esta desastrosa experiencia el actor ya no quería hacer cine. 

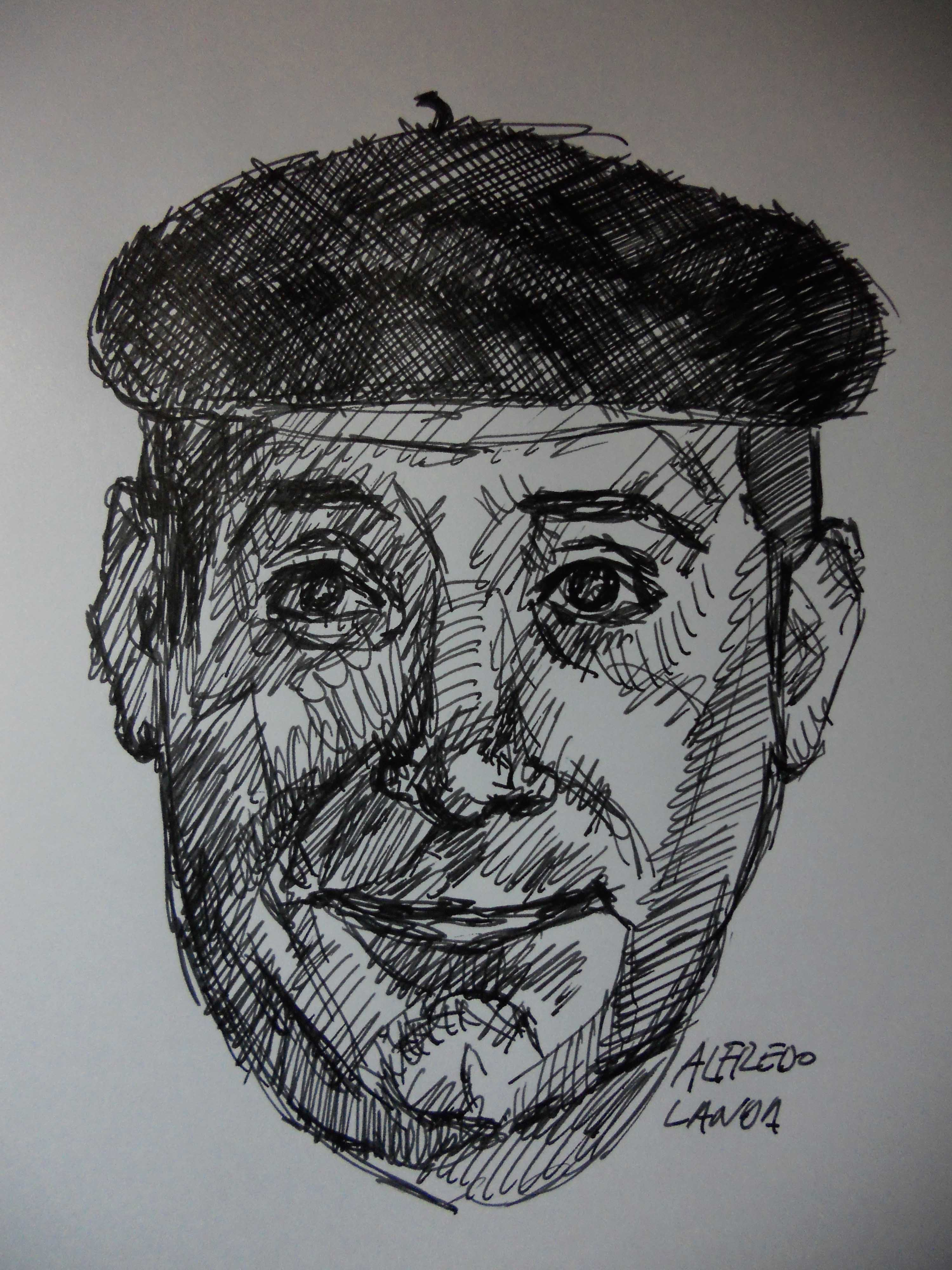
Boceto del actor Alfredo Landa, caracterizado con boina.

Para el estudioso Santos Zunzunegui, poco después en El verdugo de Luis G. Berlanga  (1963), Alfredo Landa interpretando al sacristán que reparte pescozones a los monaguillos y vigila para que no se coman los recortes toda la fuerza interior, presentará «todo el impulso que ya constituían, desde sus primeros escarceos con el cinema, la singularidad de un actor que por aquellos días —apenas había debutado un año antes de la mano de José María Forqué en Atraco a las tres— se batía el cobre con una industria que, como la cinematográfica -y, no hay ni que decirlo, mucho más en el caso hispánico- no ofrece ninguna facilidad a los recién llegados. Alfredo Landa, pues, ese es el nombre del imperioso monago, dejaba inscrito en El verdugo berlanguiano toda una premonición de una carrera que alcanza ya los treinta años ininterrumpidos de dar cuerpo a variopintos sujetos».
En cuarenta y cinco años de profesión ha realizado 133 películas. Su trayectoria puede dividirse en tres etapas fundamentales. En la primera etapa alterna papeles cómicos con trabajos teatrales. Durante ella participa en más de cuarenta películas, entre las que destacan Nobleza baturra, de Juan de Orduña, y Ninette y un señor de Murcia, de Fernando Fernán Gómez.

### ElLandismo
La segunda etapa comprende treinta y cinco películas de lo que se ha dado en llamar el landismo, que se inicia en 1970 con No desearás al vecino del quinto, de Ramón "Tito" Fernández, en las que interpreta al personaje conocido como macho ibérico: un tipo de español arquetípico, fanfarrón en el terreno sexual. Estas películas fueron dirigidas en su mayoría por directores como Mariano Ozores, Pedro Lazaga, Tito Fernández y Luis María Delgado.

### Reconocimiento

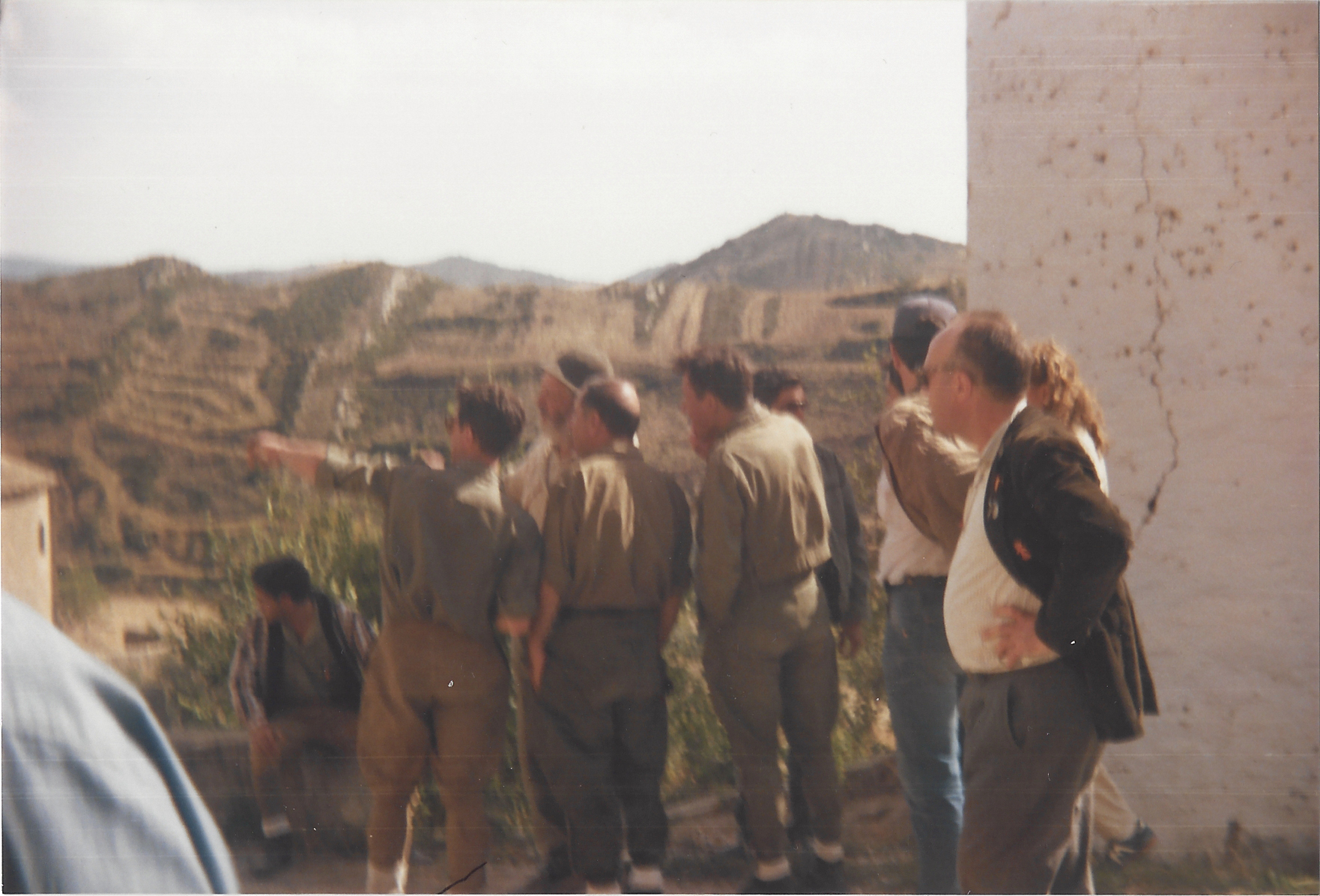
Rodaje de La vaquilla, de Luis G. Berlanga, verano de 1984.

La tercera etapa se inicia en 1977 con El puente, de Juan Antonio Bardem, y es, sin duda, la más reconocida en el terreno artístico. Colaborará con los principales directores españoles: Luis García Berlanga (La vaquilla), Mario Camus (Los santos inocentes), Basilio Martín Patino (Los paraísos perdidos), José Luis Garci (Las verdes praderas, El crack, El crack II), José Luis Borau (Tata mía), José Luis Cuerda (El bosque animado, La Marrana), Antonio Mercero (La próxima estación) y Manuel Gutiérrez Aragón (El rey del río).
En 1984 comparte con Francisco Rabal el premio de interpretación masculina en el Festival de Cine de Cannes por sus respectivos papeles en Los santos inocentes. Candidato en siete ocasiones al Premio Goya, resulta premiado en 1987 con El bosque animado y en 1992 con La marrana. En 2003 recibió un homenaje en la Mostra de València. En marzo de 2007, en el Festival de Cine Español de Málaga, anuncia su retirada profesional a los setenta y cuatro años de edad. En el Mundial de Fútbol de 2010, el lema «¡Cuidado Holanda, que viene Alfredo Landa!» da testimonio del marcado carácter español que recoge el personaje de español medio, bien representado en el landismo.
También cosechó importantes éxitos en la pequeña pantalla gracias a su participación en series como Confidencias (1963-1965), Tiempo y hora (1966-1967) —ambas de Jaime de Armiñán—, Ninette y un señor de Murcia (1984), de Gustavo Pérez Puig, Tristeza de amor (1986), El Quijote de Miguel de Cervantes (1991), de Manuel Gutiérrez Aragón, Lleno, por favor (1993), de Vicente Escrivá, Por fin solos (1995), En plena forma (1997) y también en la serie de Telecinco Los Serrano como hermano de Antonio Resines y Jesús Bonilla (2004).

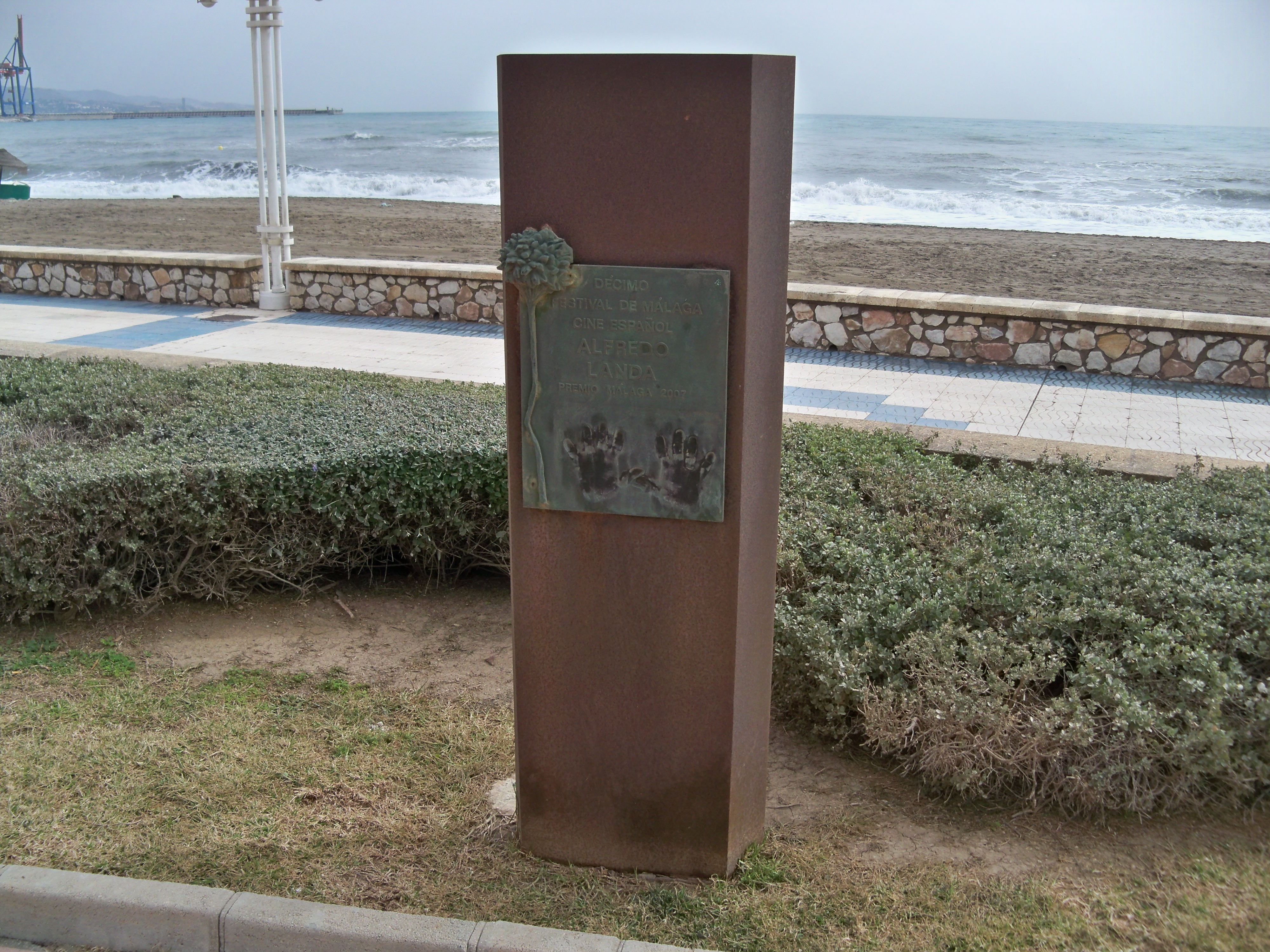
Monumento conmemorativo dedicado a Alfredo Landa en el paseo de la fama de Málaga, Málaga, España.

En el año 2008 recibió de los compañeros el Premio de la Unión de Actores, y la Academia de las Artes y Ciencias Cinematográficas de España le concedió el Goya de Honor, su tercera estatuilla, por el conjunto de su carrera que recibió emocionado y obligando a subir al estrado a su mujer y a sus hijos. El veterano actor con décadas de tablas y decenas de reconocimientos a sus espaldas, no pudo evitar emocionarse al verse homenajeado por los compañeros de su profesión. «Tengo tanto dentro... este Goya de Honor se lo debo a mi profesión que ha sido lo mejor de mi vida, lo que más aprecio», dijo el actor.
Ese mismo año 2008 le fue concedido el Premio Príncipe de Viana, el principal galardón cultural que se concede en Navarra, por el conjunto de su trayectoria. Asimismo publica un libro de memorias, Alfredo el Grande. Vida de un cómico, en colaboración con el escritor Marcos Ordóñez. En ellas rememora acontecimientos de su vida personal y explica los pormenores de su trayectoria profesional, aunque no deja muy bien parados a algunos compañeros de profesión con quienes compartió vivencias como José Luis Dibildos o Imperio Argentina. En 2011 el artista recibió una Estrella en el paseo de la fama de Madrid.
El popular actor falleció el 9 de mayo de 2013 en Madrid, tras haber padecido la enfermedad de Alzheimer en los últimos años de su vida, siendo incinerado en el tanatorio Nuestra Señora de los Remedios, en la localidad madrileña de Colmenar Viejo.

## Filmografía

### Cine
| Año  | Título                                 | Personaje                                                                               | Dirección                        |
| ---- | -------------------------------------- | --------------------------------------------------------------------------------------- | -------------------------------- |
| 1956 | La vuelta al mundo en ochenta días     | Extra                                                                                   | Michael Anderson                 |
| 1957 | El puente de La Paz                    | Jornalero burro                                                                         | Rafael J. Salvia                 |
| 1962 | Atraco a las tres                      | Castrillo                                                                               | José María Forqué                |
| 1963 | La verbena de la Paloma                | Manolo                                                                                  | José Luis Sáenz de Heredia       |
| 1963 | El verdugo                             | Sacristán                                                                               | Luis García Berlanga             |
| 1963 | Se vive una sola vez                   |                                                                                         | Arturo González                  |
| 1964 | La niña de luto                        | Rafael Castrviejo                                                                       | Manuel Summers                   |
| 1964 | Casi un caballero                      | Gabriel Mostazo                                                                         | José María Forqué                |
| 1964 | Llegaron los marcianos                 | X4                                                                                      | Castellano y Pipolo              |
| 1964 | Nobleza baturra                        | Perico                                                                                  | Juan de Orduña                   |
| 1965 | Historias de la televisión             | Antonio Parrondo / Carnicero novio de Katy                                              | José Luis Sáenz de Heredia       |
| 1965 | Whisky y vodka                         | Cosme                                                                                   | Fernando Palacios                |
| 1965 | Ninette y un señor de Murcia           | Armando Espinosa                                                                        | Fernando Fernán Gómez            |
| 1965 | La ciudad no es para mí                | Genaro                                                                                  | Pedro Lazaga                     |
| 1965 | Hoy como ayer                          | Felipe                                                                                  | Mariano Ozores                   |
| 1966 | Nuevo en esta plaza                    | Marcial Flores, "El Verónicas"                                                          | Pedro Lazaga                     |
| 1966 | El arte de no casarse                  | Alfonso de la Peña y Peña, abogado / Alfredo, marqués / Benito López / Pascual, soldado | Jorge Feliú y J. M. Font Espina  |
| 1966 | El arte de casarse                     | Dr. León Hernández / Antolín                                                            | Jorge Feliú y J. M. Font Espina  |
| 1966 | Las viudas                             | Valentín Martínez                                                                       | José María Forqué                |
| 1966 | Amor a la española                     | Rafa                                                                                    | Fernando Merino                  |
| 1966 | ¿Qué hacemos con los hijos?            | Enrique                                                                                 | Pedro Lazaga                     |
| 1966 | Las cicatrices                         | Tormento                                                                                | Pedro Lazaga                     |
| 1967 | Los guardiamarinas                     | Ignacio Vidal                                                                           | Pedro Lazaga                     |
| 1967 | Crónica de 9 meses                     | Alejandro                                                                               | Mariano Ozores                   |
| 1967 | Pero... ¿en qué país vivimos?          | Rodolfo Sicilia                                                                         | José Luis Sáenz de Heredia       |
| 1967 | Las que tienen que servir              | Antonio Ponce de León                                                                   | José María Forqué                |
| 1967 | Novios 68                              | Pepe García Moratillo, fontanero                                                        | Pedro Lazaga                     |
| 1967 | 40 grados a la sombra                  | Máximo                                                                                  | Mariano Ozores                   |
| 1967 | Los que tocan el piano                 | Venancio Torralba, "El Torralba"                                                        | Javier Aguirre                   |
| 1967 | De cuerpo presente                     | Joe                                                                                     | Antonio Eceiza                   |
| 1968 | No somos de piedra                     | Lucas Fernández                                                                         | Manuel Summers                   |
| 1968 | Los subdesarrollados                   | Timoteo Fonseca                                                                         | Fernando Merino                  |
| 1968 | Un diablo bajo la almohada             | Brocheros                                                                               | José María Forqué                |
| 1968 | Tuset Street                           | Hombre aplaudiendo público                                                              | Jorge Grau y Luis Marquina       |
| 1968 | La dinamita está servida               | Bruno / Jeque árabe                                                                     | Fernando Merino                  |
| 1968 | Despedida de casada                    | Casimiro Rodríguez, albañil                                                             | Juan de Orduña                   |
| 1968 | Una vez al año, ser hippy no hace daño | Ricardo                                                                                 | Javier Aguirre                   |
| 1968 | ¿Por qué te engaña tu marido?          | Eduardo                                                                                 | Manuel Summers                   |
| 1969 | No disponible                          |                                                                                         | Pedro Mario Herrero              |
| 1969 | Las leandras                           | Casildo                                                                                 | Eugenio Martín                   |
| 1969 | Cuatro noches de boda                  | Lorenzo Jiménez Albo                                                                    | Mariano Ozores                   |
| 1969 | Soltera y madre en la vida             | Paco                                                                                    | Javier Aguirre                   |
| 1970 | La decente                             | Comisario Miranda                                                                       | José Luis Sáenz de Heredia       |
| 1970 | Cateto a babor                         | Miguel Cañete Moste                                                                     | Ramón Fernández                  |
| 1970 | No desearás al vecino del quinto       | Antón Gutiérrez                                                                         | Ramón Fernández                  |
| 1970 | El diablo cojuelo                      | CleofásPérez Zambullo                                                                   | Ramón Fernández                  |
| 1970 | Vente a Alemania, Pepe                 | Pepe                                                                                    | Pedro Lazaga                     |
| 1970 | Si estás muerto, ¿por qué bailas?      | Inspector Murphy                                                                        | Pedro Mario Herrero              |
| 1970 | Préstame quince días                   | Galdino                                                                                 | Fernando Merino                  |
| 1970 | El alma se serena                      | Manolo Cortés                                                                           | José Luis Sáenz de Heredia       |
| 1971 | Aunque la hormona se vista de seda     | Bienvenido Garcés                                                                       | Vicente Escrivá                  |
| 1971 | No desearás la mujer del vecino        | Pedro                                                                                   | Fernando Merino                  |
| 1971 | Los días de Cabirio                    | Alfredo Velázquez                                                                       | Fernando Merino                  |
| 1971 | Vente a ligar al Oeste                 | Benito                                                                                  | Pedro Lazaga                     |
| 1971 | Simón, contamos contigo                | Simón Giménez                                                                           | Ramón Fernández                  |
| 1972 | Los novios de mi mujer                 | Emilio Antúnez                                                                          | Ramón Fernández                  |
| 1972 | ¡No firmes más letras, cielo!          | Sabino Gurupe                                                                           | Pedro Lazaga                     |
| 1972 | Guapo heredero busca esposa            | Fidel Frutos                                                                            | Luis María Delgado               |
| 1972 | París bien vale una moza               | Juan                                                                                    | Pedro Lazaga                     |
| 1972 | Pisito de solteras                     | Emilio Vallejo                                                                          | Fernando Merino                  |
| 1973 | Las estrellas están verdes             | Luis Oñate                                                                              | Pedro Lazaga                     |
| 1973 | Manolo la nuit                         | Manolo Olmedillo                                                                        | Mariano Ozores                   |
| 1973 | Jenaro, el de los 14                   | Jenaro Castrillo                                                                        | Mariano Ozores                   |
| 1973 | Un curita cañón                        | Padre Saturno                                                                           | Luis María Delgado               |
| 1973 | El reprimido                           | Lucas Trigo                                                                             | Mariano Ozores                   |
| 1974 | Dormir y ligar: todo es empezar        | Saturnino del Olmo                                                                      | Mariano Ozores                   |
| 1974 | Las obsesiones de Armando              | Armando                                                                                 | Luis María Delgado               |
| 1974 | Fin de semana al desnudo               | Rodolfo                                                                                 | Mariano Ozores                   |
| 1974 | Cuando el cuerno suena                 | José                                                                                    | Luis María Delgado               |
| 1975 | Solo ante el streaking                 | Ángel Perales                                                                           | José Luis Sáenz de Heredia       |
| 1975 | Los pecados de una chica casi decente  | Gino                                                                                    | Mariano Ozores                   |
| 1975 | Tío ¿de verdad vienen de París?        | Alberto                                                                                 | Mariano Ozores                   |
| 1975 | Esclava te doy                         | Alberto                                                                                 | Eugenio Martín                   |
| 1975 | Mayordomo para todo                    | Germán                                                                                  | Mariano Ozores                   |
| 1976 | Alcalde por elección                   | Federico Villalba / Ricardo Smith                                                       | Mariano Ozores                   |
| 1976 | El puente                              | Juan                                                                                    | Juan Antonio Bardem              |
| 1976 | La Plaza (cortometraje)                |                                                                                         | Emma Cohen                       |
| 1977 | Celedonio y yo somos así               | Daniel Martínez                                                                         | Mariano Ozores                   |
| 1978 | Historia de S                          | Sebastián                                                                               | Francisco Lara Polop             |
| 1978 | El rediezcubrimiento de México         | Ceferino Díaz Fernández                                                                 | Fernando Cortés                  |
| 1979 | Las verdes praderas                    | José Rebolledo                                                                          | José Luis Garci                  |
| 1979 | Paco, el seguro                        | Paco                                                                                    | Didier Haudepin                  |
| 1979 | El alcalde y la política               | Tomás Sierra                                                                            | Luis María Delgado               |
| 1979 | Polvos mágicos                         | Arturo                                                                                  | José Ramón Larraz                |
| 1980 | El canto de la cigarra                 | Aris                                                                                    | José María Forqué                |
| 1980 | Préstame a tu mujer                    | Blas                                                                                    | Jesús Yagüe                      |
| 1980 | El poderoso influjo de la luna         | Morán                                                                                   | Antonio del Real                 |
| 1980 | Forja de amigos                        | Padre Velasco                                                                           | Tito Davison                     |
| 1981 | El crack                               | Germán Areta                                                                            | José Luis Garci                  |
| 1981 | Profesor eróticus                      | Profesor Mussy                                                                          | Luis María Delgado               |
| 1981 | La próxima estación                    | José Luis                                                                               | Antonio Mercero                  |
| 1982 | Piernas cruzadas                       | Jeremías                                                                                | Rafael Villaseñor                |
| 1982 | Un Rolls para Hipólito                 | Hipólito Castañón                                                                       | Juan Bosch                       |
| 1983 | El crack II                            | Germán Areta                                                                            | José Luis Garci                  |
| 1983 | Las autonosuyas                        | Austrasigildo                                                                           | Rafael Gil                       |
| 1984 | Los santos inocentes                   | Paco, El Bajo                                                                           | Mario Camus                      |
| 1984 | Una rosa al viento                     | José                                                                                    | Miguel Iglesias                  |
| 1985 | Los paraísos perdidos                  | Benito                                                                                  | Basilio Martín Patino            |
| 1985 | La vaquilla                            | Brigada Castro                                                                          | Luis García Berlanga             |
| 1986 | Bandera negra                          | Patxi                                                                                   | Pedro Olea                       |
| 1986 | Tata mía                               | Teo                                                                                     | José Luis Borau                  |
| 1987 | ¡Biba la banda!                        | Sargento Pérez                                                                          | Ricardo Palacios                 |
| 1987 | El pecador impecable                   | Honorio Sigúenza                                                                        | Augusto M. Torres                |
| 1987 | El bosque animado                      | Bandido Fendetestas                                                                     | José Luis Cuerda                 |
| 1987 | Las vacaciones de Toby (cortometraje)  |                                                                                         | Javier Elorrieta                 |
| 1988 | Sinatra                                | Sinatra                                                                                 | Francesc Betriu                  |
| 1989 | El río que nos lleva                   | El Americano                                                                            | Antonio del Real                 |
| 1989 | Bazar Viena                            |                                                                                         | Amalio Cuevas                    |
| 1991 | Marcelino, pan y vino                  | Frate Pappina                                                                           | Luigi Comencini                  |
| 1992 | Aquí el que no corre, vuela            | Teo                                                                                     | Ramón Fernández                  |
| 1992 | La marrana                             | Bartolomé                                                                               | José Luis Cuerda                 |
| 1994 | Canción de cuna                        | Don José                                                                                | José Luis Garci                  |
| 1994 | Por fin solos                          | Arturo                                                                                  | Antonio del Real                 |
| 1995 | El rey del río                         | Antón Costa                                                                             | Manuel Gutiérrez Aragón          |
| 1996 | Los Porretas                           | Segismundo Porretas                                                                     | Carlos Suárez                    |
| 2000 | El árbol del penitente                 | El cura                                                                                 | José María Borrell               |
| 2000 | La isla del cangrejo                   | Narrador Sam (voz)                                                                      | Txabi Basterretxea y Joxan Muñoz |
| 2002 | Historia de un beso                    | Blas Otamendi                                                                           | José Luis Garci                  |
| 2002 | El refugio del mal                     | Gasolinero                                                                              | Félix Cábez                      |
| 2003 | La luz prodigiosa                      | Joaquín                                                                                 | Miguel Hermoso                   |
| 2003 | El oro de Moscú                        | Faustino Peláez                                                                         | Jesús Bonilla                    |
| 2004 | Tiovivo c. 1950                        | Eusebio Cascajero y Esparza                                                             | José Luis Garci                  |
| 2007 | Luz de domingo                         | Joaco                                                                                   | José Luis Garci                  |
| 2007 | El Arca de Noé                         | Dios (voz)                                                                              | Juan Pablo Buscarini             |

### Televisión
- Gran Teatro (1962) - 1 episodio
- El hombre, ese desconocido (1963) - 1 episodio
- Confidencias (1963-1965) - 8 episodios
- Escuela de maridos (1964) - 2 episodios
- Primera fila (1964-1965) - 3 episodios
- Estudio 1 (1965-1966) - 3 episodios
- El tercer rombo (1966) - 1 episodio
- Tiempo y hora (1966-1967) - 12 episodios
- Ninette y un señor de Murcia (1984) - 3 episodios
- Tristeza de amor (1986) - 13 episodios
- Media naranja (1986) - 1 episodio
- El Quijote de Miguel de Cervantes (1991) - 5 episodios
- Lleno, por favor (1993) - 13 episodios
- Por fin solos (1995) - 11 episodios
- En plena forma (1997) - 6 episodios
- Los Serrano (2003) - 3 episodios

## Teatro (selección)
- Los caciques (1962), de Carlos Arniches.
- La loca de Chaillot (1962), de Jean Giraudoux.
- La difunta (1962), de Miguel de Unamuno.
- Eloísa está debajo de un almendro (1962), de Enrique Jardiel Poncela.
- Los verdes campos del Edén (1963), de Antonio Gala.
- Ninette y un señor de Murcia (1964), de Miguel Mihura.
- Un paraguas bajo la lluvia (1965), de Víctor Ruiz Iriarte.
- El alma se serena (1968), de Juan José Alonso Millán.

## Premios y distinciones

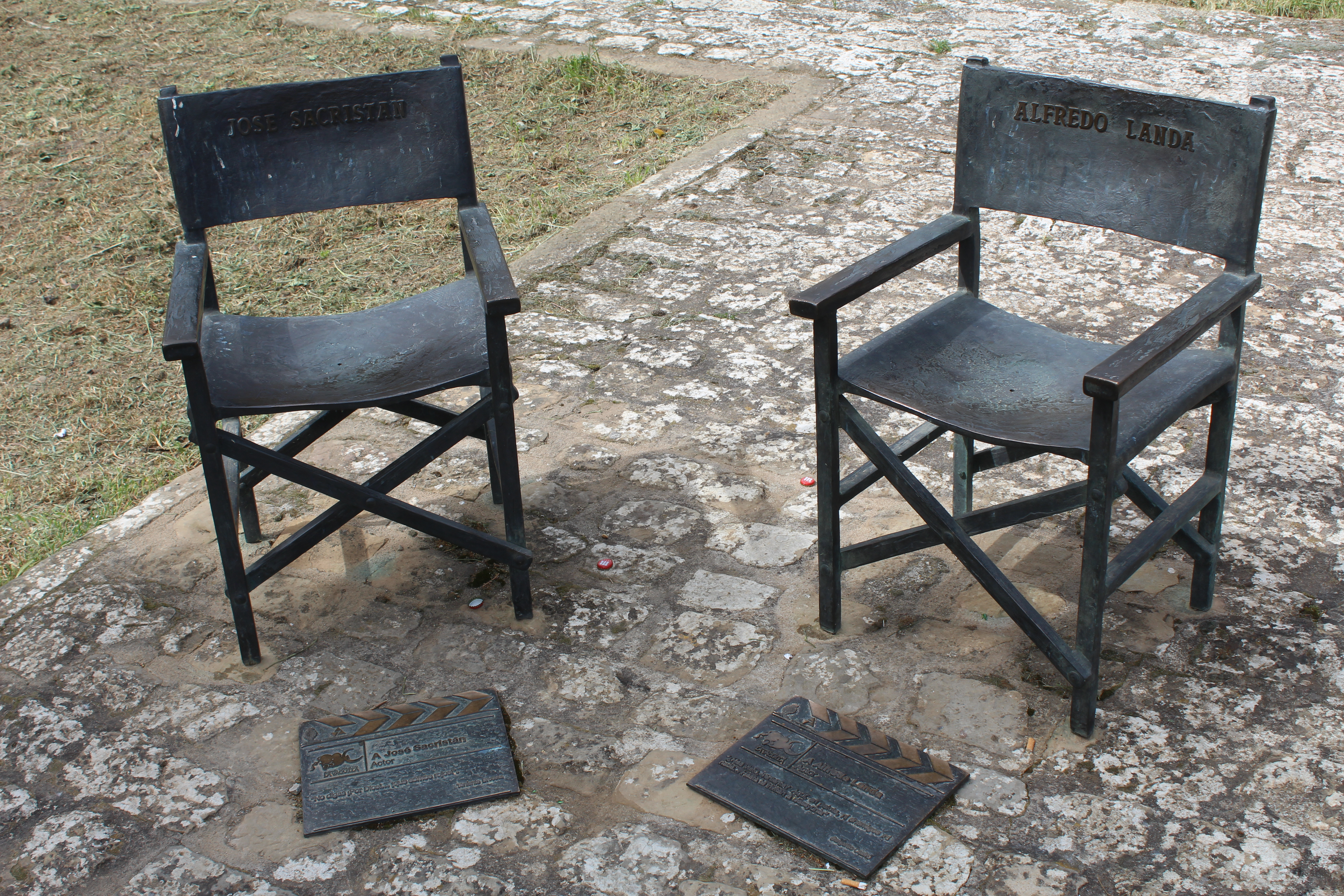
Homenaje a la participación de los actores españoles Alfredo Landa y José Sacristán en el rodaje de La vaquilla existente en Sos del Rey Católico.

Festival Internacional de Cine de Cannes
| Año  | Categoría   | Película             | Resultado |
| ---- | ----------- | -------------------- | --------- |
| 1984 | Mejor actor | Los santos inocentes | Ganador   |

Medallas del Círculo de Escritores Cinematográficos
| Año  | Categoría   | Película            | Resultado |
| ---- | ----------- | ------------------- | --------- |
| 1979 | Mejor actor | Las verdes praderas | Ganador   |
| 1981 | Mejor actor | El crack            | Ganador   |
| 1994 | Mejor actor | Canción de cuna     | Ganador   |
| 2003 | Mejor actor | La luz prodigiosa   | Nominado  |
| 2007 | Mejor actor | Luz de domingo      | Ganador   |

Premios ACE (Nueva York)
| Año  | Categoría   | Película             | Resultado |
| ---- | ----------- | -------------------- | --------- |
| 1984 | Mejor actor | Los santos inocentes | Ganador   |
| 1995 | Mejor actor | El rey del río       | Ganador   |

Premios Goya
| Año  | Categoría                                   | Película             | Resultado |
| ---- | ------------------------------------------- | -------------------- | --------- |
| 1987 | Mejor interpretación masculina protagonista | El bosque animado    | Ganador   |
| 1988 | Mejor interpretación masculina protagonista | Sinatra              | Nominado  |
| 1989 | Mejor interpretación masculina protagonista | El río que nos lleva | Nominado  |
| 1992 | Mejor interpretación masculina protagonista | La marrana           | Ganador   |
| 1994 | Mejor interpretación masculina protagonista | Canción de cuna      | Nominado  |
| 2003 | Mejor interpretación masculina protagonista | La luz prodigiosa    | Nominado  |
| 2007 | Goya de Honor                               | Goya de Honor        | Ganador   |
| 2007 | Mejor interpretación masculina protagonista | Luz de domingo       | Nominado  |

Premios de la Unión de Actores
| Año  | Categoría                                       | Trabajo          | Resultado |
| ---- | ----------------------------------------------- | ---------------- | --------- |
| 1992 | Mejor interpretación protagonista de cine       | La marrana       | Nominado  |
| 1993 | Mejor interpretación protagonista de televisión | Lleno, por favor | Nominado  |
| 2007 | Mejor actor protagonista de cine                | Luz de domingo   | Ganador   |

Fotogramas de Plata
| Año  | Categoría                 | Trabajo                                                | Resultado |
| ---- | ------------------------- | ------------------------------------------------------ | --------- |
| 1984 | Mejor actor de cine       | Los santos inocentes                                   | Nominado  |
| 1987 | Mejor actor de cine       | ¡Biba la banda! El bosque animado El pecador impecable | Nominado  |
| 1988 | Mejor actor de cine       | Sinatra                                                | Nominado  |
| 1992 | Mejor actor de televisión | El Quijote de Miguel de Cervantes                      | Nominado  |
| 1993 | Mejor actor de televisión | Lleno, por favor                                       | Nominado  |
| 2007 | Mejor actor de cine       | Luz de domingo                                         | Nominado  |

TP de Oro
| Año  | Categoría   | Trabajo en televisión        | Resultado |
| ---- | ----------- | ---------------------------- | --------- |
| 1984 | Mejor actor | Ninette y un señor de Murcia | Ganador   |
| 1986 | Mejor actor | Tristeza de amor             | Ganador   |
| 1993 | Mejor actor | Lleno, por favor             | Ganador   |

## Honores
Caballero Gran Cruz de la Orden del Dos de Mayo, 2 de mayo de 2007.